# Esquilo
Os esquilos pertencem a uma grande família de mamíferos roedores, de pequeno e médio porte, conhecida como Sciuridae. No Brasil, são também conhecidos como serelepe, caxinguelê, caxinxe, quatimirim, quatipuru, agutipuru ou acutipuru. Na Galiza e em algumas zonas de Portugal, também são conhecido por esquio. Os esquilos estão espalhados por quase todo o mundo, a maioria nas zonas de climas temperado ou tropical, mas também em algumas zonas de clima frio. Como todos os roedores, possuem presas fortíssimas, com que roem facilmente sementes, principalmente bolotas.

## Etimologia
"Esquilo" é uma palavra com origem no termo grego skioúros. "Caxinguelê" é oriundo do termo quimbundo kaxinjiang'elê, que significa "rato de palmeira". "Quatimirim" origina-se do termo tupi kwa'ti mi'rim, que significa "quati pequeno". "Acutipuru", "agutipuru" e "quatipuru" vêm do termo tupi acutipu'ru, que significa "cutia enfeitada".

## Comportamento
As sementes são as principais fontes de alimentação, mas também consomem insetos e frutas. Quando coletam alimento, enterram algumas sementes que encontram, sendo que algumas chegam a germinar, como pinhões e coquinhos, acabando por plantar árvores como araucária e jerivá.
Durante a gestação, os pais preparam o ninho para receber os filhotes. Constroem ninhos com folhas e galhos, em ramos muito altos, em árvores como a cajarana, para abrigarem as suas crias da chuva e do vento.

## Classificação
Sciuridae é uma família de mamíferos roedores que inclui cerca de 279 espécies classificadas em 51 gêneros.
- Família Sciuridae G. Fischer, 1817
  - Subfamília Ratufinae Moore, 1959
    - Gênero Ratufa Gray, 1867 (4 espécies)

  - Subfamília Sciurillinae Moore, 1959
    - Gênero Sciurillus Thomas, 1914 (1 espécie)

  - Subfamília Sciurinae G. Fischer, 1817
    - Tribo Sciurini G. Fischer, 1817
      - Gênero Microsciurus J. A. Allen, 1895 (4 espécies)
      - Gênero Rheithrosciurus Gray, 1867 (1 espécie)
      - Gênero Sciurus Linnaeus, 1758 (28 espécies)
      - Gênero Syntheosciurus Bangs, 1902 (1 espécie)
      - Gênero Tamiasciurus Trouessart, 1880 (3 espécies)

    - Tribo Pteromyini Brandt, 1855
      - Gênero Aeretes G. M. Allen, 1940 (1 espécie)
      - Gênero Aeromys Robinson e Kloss, 1915 (2 espécies)
      - Gênero Belomys Thomas, 1908 (1 espécie)
      - Gênero Biswamoyopterus Saha, 1981 (1 espécie)
      - Gênero Eoglaucomys Howell, 1915 (1 espécie)
      - Gênero Eupetaurus Thomas, 1888 (1 espécie)
      - Gênero Glaucomys Thomas, 1908 (2 espécies)
      - Gênero Hylopetes Thomas, 1908 (9 espécies)
      - Gênero Iomys Thomas, 1908 (2 espécies)
      - Gênero Petaurillus Thomas, 1908 (3 espécies)
      - Gênero Petaurista Link, 1795 (8 espécies)
      - Gênero Petinomys Thomas, 1908 (9 espécies)
      - Gênero Pteromys G. Cuvier, 1800 (2 espécies)
      - Gênero Pteromyscus Thomas, 1908 (1 espécie)
      - Gênero Trogopterus Heude, 1898 (1 espécie)

  - Subfamília Callosciurinae Pocock, 1923
    - Tribo Callosciurini
      - Gênero Callosciurus Gray, 1867 (15 espécies)
      - Gênero Dremomys Heude, 1898 (6 espécies)
      - Gênero Exilisciurus Moore, 1958 (3 espécies)
      - Gênero Glyphotes Thomas, 1898 (1 espécie)
      - Gênero Hyosciurus Archbold e Tate, 1935 (2 espécies)
      - Gênero Lariscus Thomas e Wroughton, 1909 (4 espécies)
      - Gênero Menetes Thomas, 1908 (1 espécie)
      - Gênero Nannosciurus Trouessart, 1880 (1 espécie)
      - Gênero Prosciurillus Ellerman, 1947 (5 espécies)
      - Gênero Rhinosciurus Blyth, 1856 (1 espécie)
      - Gênero Rubrisciurus Ellerman, 1954 (1 espécie)
      - Gênero Sundasciurus Moore, 1958 (16 espécies)
      - Gênero Tamiops J. A. Allen, 1906 (4 espécies)

    - Tribo Funambulini Pocock, 1923
      - Gênero Funambulus Lesson, 1835 (5 espécies)

  - Subfamília Xerinae Osborn, 1910
    - Tribo Xerini Osborn, 1910
      - Gênero Atlantoxerus Major, 1893 (1 espécie)
      - Gênero Spermophilopsis Blasius, 1884 (1 espécie)
      - Gênero Xerus Hemprich e Ehrenberg, 1833 (4 espécies)

    - Tribo Protoxerini Moore, 1959
      - Gênero Epixerus Thomas, 1909 (1 espécie)
      - Gênero Funisciurus Trouessart, 1880 (9 espécies)
      - Gênero Heliosciurus Trouessart, 1880 (6 espécies)
      - Gênero Myosciurus Thomas, 1909 (1 espécie)
      - Gênero Paraxerus Major, 1893 (11 espécies)
      - Gênero Protoxerus Major, 1893 (2 espécies)

    - Tribo Marmotini Pocock, 1923
      - Gênero Ammospermophilus Merriam, 1892 (5 espécies)
      - Gênero Cynomys Rafinesque, 1817 (5 espécies)
      - Gênero Marmota Blumenbach, 1779 (14 espécies)
      - Gênero Sciurotamias Miller, 1901 (2 espécies)
      - Gênero Spermophilus F. Cuvier, 1825 (42 espécies)
      - Gênero Tamias Illiger, 1811 (25 espécies)

## Características
Depois de 28 dias de gestação, nascem 4 ou 5 filhotes (no máximo 7) duas vezes por ano. O seu tamanho varia muito, desde os pequenos esquilos Myosciurus pumilio, que têm de 7 a 10 cm de comprimento, às grandes marmotas da espécie Marmota marmota, que têm de 53 a 73 cm de comprimento (com a cauda).

## Tipos

### Arborícolas
Os esquilos arborícolas correspondem à imagem que idealizamos do que seja um esquilo. São animais de hábito diurno, com os sentidos bem apurados e com uma anatomia bastante adaptada à vida nas copas das árvores, onde se sentem mais seguros de predadores terrestres. Embora os esquilos arborícolas passem 90% da sua vida nas alturas, por vezes podem ser encontrados no solo da floresta, procurando por alimento que tenham armazenado anteriormente, mas sempre alertas ao mínimo ruído ou movimento, pois essa prevenção lhes é, muitas vezes, vital. Como espécies arborícolas, podem ser citados: o esquilo-vermelho-euroasiático (Sciurus vulgaris), o esquilo-cinzento-americano (Sciurus carolinensis), o esquilo-peruano (Sciurus igniventris), o esquilo-tricolor (Callosciurus prevostii), entre muitas outras, sendo a maior família de esquilos.

### Voadores
Os esquilos voadores são também esquilos arborícolas, no entanto são uma família com bastantes particularidades. Esta família de esquilos é de hábitos noturnos, tendo para tal olhos grandes e bem desenvolvidos. Os esquilos voadores têm também uma anatomia muito característica, tendo uma membrana de pele que percorre o seu corpo, unindo as patas dianteiras às traseiras, o que lhes possibilita fazer voos planados de uma árvore para outra, diferentemente do que algumas pessoas pensam que eles realmente voam, mas eles direcionam o voo com o auxilio da cauda achatada que funciona como leme.
Também ao contrário dos esquilos arborícolas, os esquilos voadores muito raramente descem ao solo, pois a sua membrana não lhes permite uma boa deslocação e rapidez, deixando-os bastante vulneráveis aos predadores. Espécies voadoras são o esquilo-voador-euroasiático (Pteromys), esquilo-voador-mexicano (Glaucomys volans), esquilo-voador-de-norte (Glaucomys sabrinus), esquilo-voador-gigante-vermelho (Petaurista petaurista), etc.

### Terrestres
Os esquilos terrestres são diurnos e fazem túneis debaixo do solo, onde constroem os seus ninhos, estando para isso fisicamente adaptados. São animais com patas desenvolvidas para escavar, orelhas pequenas que permitem maior liberdade de movimento nos túneis e, como não necessitam se equilibrar, a cauda é mais curta. A grande maioria das espécies de esquilos terrestres vive em colônias e cada membro do grupo tem um papel a desempenhar, o que faz desse tipo de esquilo o mais inteligente de todos os tipos de esquilo. Como espécies terrestres, podem ser citados: o cão-da-pradaria (Cynomys), o esquilo-terrestre-de-richardson (Spermophilus richardsonii), o esquilo-siberiano (Tamias sibiricus), a Marmota (Marmota), o Xerospermophilus tereticaudus, etc.